# Nassau (Cookinseln)
Nassau oder Motungongau ist eine Insel der nördlichen Gruppe der Cookinseln im Südpazifik. 

## Geographie
Die Insel mit einer Fläche von 1,3 km² liegt etwa 85 km südöstlich der Nachbarinsel Pukapuka und hat eine annähernd ovale Form von etwa 1,7 km Länge und rund 1,0 km Breite. Nassau ist umgeben von einer bis zu 1,3 km breiten Flachwasserzone mit einem 90 bis 130 m breiten Korallenriff und erhebt sich 9 m aus dem Ozean. Die Insel ist dicht mit Kokospalmen bewachsen und zählt 92 Einwohner, die in der einzigen Siedlung im Nordwesten leben. Es gibt keine Landebahn, aber unregelmäßige Schiffsverbindungen nach Pukapuka.

## Geschichte
Einer Legende nach wurde Nassau (vermutlich im 17. Jahrhundert) von Pukapuka aus, dessen Bewohner es als ihren Besitz betrachteten, besiedelt. Die Pukapukaner nannten die Insel Te Nuku-o-Ngalewu (Land des Ngalewu), nach einem Häuptling, der sie gegen einen Angriff eines Kriegers namens Tima aus Aitutaki verteidigte. Nach diesem wiederum ist das Tema Riff zwischen Nassau und Pukapuka benannt. Doch der Kontakt zwischen den beiden Inseln brach ab „zu der Zeit, als der große Streit zwischen den Göttern die Seefahrt gefährlich machte“. Die Bevölkerung starb aus oder verließ die Insel, und diese bekam den Namen Te Motu-ngaongao (verlassene Insel).
Für die europäische Welt wurde Nassau am 12. Mai 1804 von dem französischen Kapitän Louis R. Coutance entdeckt, der die Insel nach seinem Schiff Adèle benannte. 20 Jahre später wurde Nassau in Lydra Island umbenannt, danach in Ranger Island nach dem Londoner Walfänger Ranger. Kapitän Elihu Coffin vom amerikanischen Walfänger Mary Mitchell aus Nantucket gab ihr 1834 den Namen Mitchell Island. Kapitän Joseph Paddack vom Walfänger Audley Clark aus Newport (Rhode Island) sichtete die Insel am 28. Dezember 1836 und nannte sie New-Port Island. Er beschrieb sie als dicht bewaldet und unbewohnt.
Ihren heutigen Namen hat die Insel vom amerikanischen Walfangschiff Nassau aus New Bedford (Massachusetts) dessen Kapitän John D. Sampson sie im März 1835 sichtete. Nassau wurde 1892 von Großbritannien annektiert. Die Insel wurde im Februar 2005 vom Zyklon „Percy“ verwüstet.